# Michael Kutzop
Michael Kutzop (født 24. marts 1955 i Lubliniec, Polen) er en tysk tidligere fodboldspiller (forsvarer).
Kutzop startede sin karriere hos Kickers Offenbach, og spillede 151 ligakampe for klubben, inden han i 1984 skiftede til Werder Bremen. Hos Werder var han med til at vinde det tyske mesterskab i 1988, og nåede i alt at spille 121 Bundesligakampe for klubben.
Kutzop er berømt for et af de mest afgørende straffespark i Bundesligaens historie. I næstsidste spillerunde af sæsonen 1985-86 kunne Werder med en sejr over rivalerne Bayern München sikre sig mesterskabet. I 88. minut af kampen, ved stillingen 0-0 fik holdet straffespark, som Kutzop skulle eksekvere. Han brændte dog på målmand Jean-Marie Pfaff, kampen sluttede 0-0 og mesterskabet gik i stedet til Bayern.

## Titler
Bundesligaen
- 1988 med Werder Bremen